# Andreas Berg (Handballspieler)
Andreas Berg (* 9. Mai 1992 in Göteborg) ist ein schwedischer Handballspieler, der zumeist auf Linksaußen eingesetzt wird.
Der 1,91 m große und 87 kg schwere Rechtshänder begann mit dem Handballspiel in seiner Heimatstadt bei Kärra HF. Ab 2011 spielte er für Önnereds HK in Göteborg und stieg 2013 in die Elitserien auf. Zur Saison 2015/16 wechselte er zum deutschen Bundesligisten Frisch Auf Göppingen. Mit Göppingen gewann er 2016 und 2017 den EHF-Pokal. Im Sommer 2017 schloss er sich dem schwedischen Erstligisten Alingsås HK an. Zur Saison 2020/21 kehrte er zum Önnereds HK zurück.
Bei der U-18-Europameisterschaft 2010 erzielte er 29 Tore und belegte Rang 7, bei der U-19-Weltmeisterschaft 2011 gewann er Bronze (18 Tore) und bei der U-21-Weltmeisterschaft 2013 den Juniorenweltmeistertitel. Dort wurde er als viertbester Torschütze mit 51 Treffern ins All-Star-Team gewählt.
In der Schwedischen Nationalmannschaft debütierte Berg am 1. November 2013 gegen Deutschland. Bisher bestritt er 7 Länderspiele, in denen er 17 Tore erzielte. (Stand: 9. Juli 2022)